# Soft Play
SOFT PLAY (ранее — Slaves) — английская панк-рок-группа, созданная в 2012 году в Ройал-Танбридж-Уэллс (графство Кент) вокалистом и ударником Айзеком Холманом и гитаристом Лори Винсентом. По словам Vice, их музыка — это «британский панк с резкими гаражными риффами в стиле блюз».

## История
Slaves выпустили первый мини-альбом Sugar Coated Bitter Truth в 2012 году на лейбле Boss Tuneage. Их первый сингл «Where’s Your Car Debbie?» был выпущен на лейбле Fonthill Records в начале 2014 года, после чего они подписали контракт с Virgin EMI. В ноябре 2014 года Slaves выпустили первый сингл на новом лейбле, «Hey», а затем в том же месяце вышел сингл «The Hunter». Они появились в программе Later… with Jools Holland и были номинированы на премию BBC Sound of 2015.
Slaves выпустили свой дебютный полный альбом Are You Satisfied? 1 июня 2015 года. В первую же неделю он достиг № 8 в британском чарте UK Albums Chart. Альбом был номинирован на Mercury Music Prize 2015 года и получил статус серебряного в Великобритании.
30 сентября 2016 года группа выпустила второй студийный альбом под названием Take Control, который включает совместный трек с Mike D из группы Beastie Boys «Consume or Be Consumed». Альбом занял шестое место в том же чарте, таким образом, улучшив результат первого альбома.
20 марта 2018 года группа объявила о записи своего третьего альбома. Альбом под названием Acts of Fear and Love был выпущен 17 августа и занял 8 место в чарте UK Albums Chart.
В июле 2019 года группа выпустила мини-альбом с четырьмя треками под названием The Velvet Ditch и приняла участие в фестивале Truck Festival в качестве хедлайнеров.

## Полемика вокруг названия группы
Начиная с выхода их дебютного мини-альбома Винсент и Холман сталкивались с обвинениями в том, что название их группы, учитывая исторический контекст термина и их собственное белое происхождение, является неприемлемым с расовой точки зрения.
Лори Винсент, бэк-вокалист и гитарист Slaves, в интервью The Fader рассказал, что критика названия группы стала неожиданностью для него и барабанщика Айзека Холмана. Он рассказал, как вместе с Холманом выбирал название, пытаясь придумать «грубо звучащее слово, как Clash». Целью этого названия было звучать агрессивно, а не обидеть. Винсент добавил: «Нам просто понравилось это слово. Мы не пытались никого провоцировать».
Группа также ответила на полемику вокруг их названия в заявлении на Facebook: «Название нашей группы относится к людям, которые не управляют своей повседневной жизнью. Slaves — это наш способ сойти с дорог, по которым мы больше не хотели идти. Музыка, которую мы создаём, мотивирует и нацелена как на каждого человека в отдельности, так и на всех вместе».

## Члены группы
- Лоуренс «Лори» Винсент — гитара, бас, вокал (2012 — н. в.)
- Айзек Холман — ударные, труба, вокал (2012 — н. в.)

## Дискография

### Студийные альбомы
- 2015 — Are You Satisfied?
- 2016 — Take Control
- 2018 — Acts of Fear and Love
- 2024 — Heavy Jelly
- 2025 — Heavier Jelly

### Мини-альбомы
- 2012 — Sugar Coated Bitter Truth
- 2019 — The Velvet Ditch

### Синглы

#### В качестве ведущего исполнителя
| Название                   | Год  | Альбом                |
| -------------------------- | ---- | --------------------- |
| «Where’s Your Car Debbie?» | 2014 | Are You Satisfied?    |
| «Hey»                      | 2014 | Are You Satisfied?    |
| «The Hunter»               | 2014 | Are You Satisfied?    |
| «Feed The Mantaray»        | 2015 | Are You Satisfied?    |
| «Cheer Up London»          | 2015 | Are You Satisfied?    |
| «Sockets»                  | 2015 | Are You Satisfied?    |
| «Spit It Out»              | 2016 | Take Control          |
| «Take Control»             | 2016 | Take Control          |
| «Cut and Run»              | 2018 | Acts of Fear and Love |
| «Chokehold»                | 2018 | Acts of Fear and Love |
| «Magnolia»                 | 2018 | Acts of Fear and Love |
| «Punk's Dead»              | 2023 | Heavy Jelly           |
| «Mirror Muscles»           | 2024 | Heavy Jelly           |
| «Act Violently»            | 2024 | Heavy Jelly           |
| «Everything and Nothing»   | 2024 | Heavy Jelly           |

### В качестве приглашённого исполнителя
| Название                                             | Год  | Альбом        |
| ---------------------------------------------------- | ---- | ------------- |
| «Control» (Chase & Status feat. SLAVES)              | 2016 | Tribe         |
| «Momentary Bliss» (Gorillaz feat. slowthai & Slaves) | 2020 | Song Machine  |
| "Slushy" (Kate Nash feat. SOFT PLAY)                 | 2025 | Heavier Jelly |